# Перепоховання Стуса, Литвина, Тихого

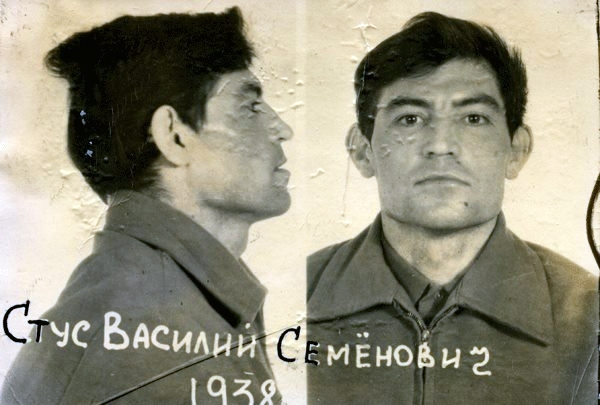
Арештований Василь Стус, 1972

Юрій Литвин у 1958 р. під час першої відсидки за політичною статтею, «Озерлаг»

Олекса Тихий

Перепоховання Василя Стуса, Юрія Литвина та Олекси Тихого відбулося 19 листопада 1989 року у Києві на Байковому цвинтарі.

## Особи
Василь Стус − український поет, перекладач, прозаїк, літературознавець, правозахисник. Один із найактивніших представників українського культурного руху шістдесятників. Відстоював вільний розвиток української культури. Творчість Василя Стуса заборонена радянською владою. Василь Стус був двічі арештований та ув'язнений. Помер 4 вересня 1985 року в таборі біля села Кучино Пермської області.
Юрій Литвин − український поет, письменник, журналіст і правозахисник. Заарештований та звинувачений у створенні підпільної націоналістичної організації «Група Визволення України» і засуджений до 10 років позбавлення волі. Покарання відбував у мордовських таборах для політв'язнів. Помер 5 вересня 1984 року в таборі біля села Кучино Пермської області.
Олекса Тихий − український дисидент, правозахисник, педагог, мовознавець, член-засновник Української гельсінської групи. Виступав на захист української мови. Помер в лікарні табору біля села Кучино Пермської області 6 травня 1984 року.

## Ув'язнення
Василь Стус був заарештований вдруге у травні 1980 року. Його визнали особливо небезпечним рецидивістом і у вересні засуджений на 10 років примусових робіт і 5 років заслання. Стусові, який з листопада 1980 року відбував покарання у таборі в Кучино (тепер Чусовського району Пермського краю, Росія), заборонили бачитися з родиною.
Юрій Литвин був важко хворий, коли його заарештували вдруге 5 липня 1979 року. Його звинуватили у «антирадянській агітації та пропаганді» та засудили до 10-річного ув'язнення і 5 років заслання. З травня 1980 року відбував покарання у таборах суворого режиму (селах Кучино, Половинка, Всесвятське Пермської області, Росія), тут перебувала більшість учасників українського правозахисного руху.
Олексі Тихому 21 липня 1977 року було оголошено вирок: за ст. 62 ч.2 КК УРСР Тихого позбавлено волі на 10 років з засланням на 5 років та за ст. 222 ч. І — на 3 роки. Остаточним вироком було позбавлення волі на 10 років у виправно-трудовій колонії особливого режиму з засланням на 5 років. Радянська репресивна система визнала його «винятково небезпечним рецидивістом». Місцем покарання було визначено табір особливого режиму ЖХ-385/1, с. Сосновка в Мордовії. До захисту Тихого долучались визначні українські правозахисники Левко Лук'яненко, Петро Григоренко, Андрій Сахаров, Олександр Подрабінек.
1980 року, у березні Олексу Тихого було переведено до табору особливого режиму для політичних в'язнів у селі Кучино (тепер Чусовського району Пермського краю, Росія). Перебуваючи у таборі, кілька разів оголошував голодування, найдовше протривало 52 дні.

## Смерті політв'язнів
Василь Стус помер уночі 4 вересня, за однією з версій, від переохолодження. За офіційними даними причиною смерті вважається зупинка серця. Однак, існує версія, що український письменник загинув від удару карцерними нарами. Цю версію висував Василь Овсієнко, товариш Стуса та колишній політв'язень. Цілком імовірно, що це було зумисне, підлаштоване наглядачами, вбивство.
Юрія Литвина знайшли в камері з розрізаним животом 24 серпня 1984 року, 5 вересня 1984 року український письменник помер у лікарні(м. Чусового Пермської області)
Олекса Тихий тяжко хворів з 1981 року. Український правозахисник помер 6 травня 1984 року в тюремній лікарні Пермі.

## Поховання на чужині
Згідно радянських законів, останки померлих в'язнів не віддавали родинам для поховання на батьківщині, доки не закінчиться термін ув'язнення. Олекса Тихий спочивав на кладовищі «Северное» в Пермі, Юрій Литвин і Василь Стус на тюремному кладовищі, під стовпчиками з номерами 7 і 9.

## Процес перепоховання
У листопаді 1989 року, завдяки клопотанням рідних та однодумців, серед яких були син Стуса Дмитро, син Тихого Володимир, заступник голови Всеукраїнського товариства репресованих Василь Ґурдзан, який представляв інтереси матері Литвина, видатних українських діячів перепоховали.

Як цитує один з організаторів перепоховання, першою близько 19-ої години вийняли Стусову домовину: 
"Зняли віко. Тіло не накрите. Усе чорне: обличчя, зеківський одяг, подушка під головою, стружки в домовині. Тіло всохло, носовий хрящ запав, але нема сумніву, що це Стус. Треба зауважити, що ми мали такі сумніви. Дмитро глянув і сказав: «Це тато». Стягнув шапочку з голови, закрив нею своє обличчя і скрушно відвернувся.
18 листопада, о 20;30, їх прах привезли літаком з Уралу в аеропорт «Бориспіль». Там зі свічками й корогвами чекали близько 300 людей. Домовини повезли до Свято-Покровської церкви на Куренівці, де зранку 19-го покійних відспівали.

Спогади колишнього товариша Стуса, Василя Овсієнко
«Приблизно 30 тисяч людей вийшло на вулиці Києва. Як ішли Володимирською повз будівлю КДБ, боялися, щоб не було провокацій. Але це була перша акція, де влада не посміла трощити синьо-жовті прапори, де нас не лупили древками й кийками».
Труни спочатку повезли на Софіївську площу, потім до пам'ятника Тарасові Шевченку. А звідти вже несли на руках до Байкового кладовища. Рух у центрі міста зупинився. Люди стояли зі свічками вздовж Володимирської вулиці. На мітингу виступили В'ячеслав Чорновіл, Іван Драч, Михайлина Коцюбинська.

## В культурі
Володимир Шовкошитний — український поет, прозаїк, публіцист, громадський, політичний та державний діяч, був одним з організаторів повернення праху діячів до батьківщини. Цій події присвячено цикл спогадів «Герої народжуються на могилі героїв»
Пам'яті Василя Стуса, Юрія Литвина, Олекси Тихого:
Ані хреста, ані могили

Над вбогим прихистком нема!

Вже вмерла і сама тюрма…

За що ж ви голови схилили?

Перепохованню Стуса, Литвина, Тихого присвячена третя частина фільму Станіслава Чернілевського «Просвітлої дороги свічка чорна».
До річниці перепоховання 19 листопада 2022 року Телебачення Торонто створило випуск «ПОЛІТВ'ЯЗНІ НАВІТЬ ПІСЛЯ СМЕРТІ: чому срср не хотів віддавати тіла Стуса, Литвина та Тихого Україні».
Також тяжка доля, репресованого радянською системою, Стуса розкривається у пісні «Не дожив» українського виконавця Паліндром, яка стала саундтреком до документального фільму «Ваш Василь».